# 美國眾議院外交委員會
美國眾議院外交委員會（英語：United States House Committee on Foreign Affairs），簡稱眾院外委會，是美国众议院的一个常设委员会，负责涉及外事相关的法案和调查工作，与参议院外交委员会相比权力有限无强制力，现任主席为麥克·麥克考。